# Штернбергия зимовникоцветная
Штернбе́ргия зимовникоцветная, Штернбе́ргия колхикоцве́тная (лат. Sternbergia colchiciflora) — вид луковичных растений семейства Амариллисовые (Amaryllidaceae). Народное название Штернбергии зимовникоцветной — бабалушка.
Редкое растение, находящееся под угрозой исчезновения из-за уничтожения природных мест обитания, а также сбора растений и луковиц населением. Занесено в Красную книгу России.

## Ботаническое описание

### Морфология
Многолетнее травянистое растение высотой 5—9 см, эфемероид.
Луковица продолговато-яйцевидная или шаровидно-яйцевидная, длиной 1—2 см, диаметром 1—1,5 см.
Листья плоские, линейные, шириной 4—5 мм, длиной до 15 см, с туповатыми закрученными концами, развиваются в апреле.
Цветёт штернбергия колхикоцветная в сентябре. Цветочная стрелка короткая, с прицветным верхушечным листом (крылом). Околоцветник серно-жёлтого цвета, воронковидный, с постепенно расширяющейся трубкой и шестираздельным отгибом. Тычинок шесть, из них три более короткие. Тычиночные нити приросшие к верхней части трубки. Завязь и столбик трёхгранные, рыльце 3-лопастное. В сухие годы цветки иногда развиваются в луковице под землёй.
Плод — коробочка. Семена созревают в мае, когда уже отмирают листья, разносятся муравьями. Вегетативное размножение луковицами бывает редко.

### Распространение
Штернбергия колхикоцветная произрастает в западной Азии (Иран, Израиль, Турция), на Кавказе и в Закавказье (Армения, Азербайджан, Грузия), в Европе (Венгрия, Украина, Болгария, бывшая Югославия, Греция, Италия, Испания). В России — в Ставропольском и Краснодарском краях, а также в Чеченской Республике.
Растёт на низменностях и в нижнем горном поясе до высоты 230 метров над уровнем моря, предпочитает сухие глинистые и каменистые места. Встречается на опушках лесов, в разнотравно-злаковых степях, лугах, среди кустарников.